# Кузнецово (Новосибирская область)
Кузнецово — деревня в Татарском районе Новосибирской области. Входит в состав Новопервомайского сельсовета.

## География
Площадь деревни — 167 гектаров.

## Население
| 2002 | 2007 | 2010 |
| ---- | ---- | ---- |
| 221  | ↘197 | ↘166 |

## Инфраструктура
В деревне по данным на 2007 год отсутствует социальная инфраструктура.